# Thelymitra matthewsii
Thelymitra matthewsii är en orkidéart som beskrevs av Thomas Frederic Cheeseman. Thelymitra matthewsii ingår i släktet Thelymitra och familjen orkidéer. Inga underarter finns listade i Catalogue of Life.